# ЯМЗ-780
ЯМЗ-780 — семейство рядных 6-цилиндровых дизельных двигателей производства ОАО «Автодизель» (Ярославский моторный завод), входящего в состав «Группы ГАЗ».

## История
Данный двигатель представлен на Международном форуме "Армия-2016" предназначенный для установки на новые средние бронированные платформы Бумеранг и Курганец-25.

## Серийное производство
Осенью 2016 года будет выпущена опытная партия ЯМЗ-780. Серийное производство планируется на экспериментальном ремонтном заводе (ТЭРЗ), расположенный в городе Тутаев Ярославской области.

## Характеристики
Конструктивно двигатель  близок к модели ЯМЗ‑650. У новых моторов полностью оригинальные блок цилиндров, головка блока, коленвал. В отличие от моторов этой размерности, имеет моноблочную 24-клапанную головку цилиндров с расположенным в ней распределительным валом.